# Mattinata
Mattinata là một đô thị thuộc tỉnh Foggia trong vùng des Puglia.
Đô thị Mattinata có diện tích  km², dân số người. 
Đô thị này giáp với các đô thị sau: Monte Sant'Angelo, Vieste.